# Linda Castillo
Linda Castillo, född 1960 i  Dayton, Ohio, är en amerikansk författare. Castillo började skriva kärleksromaner för Harlequin och dess imprintförlag, men sin stora framgång fick hon när hon började skriva kriminalromaner med polisen Kate Burkholder som huvudperson som utspelar sig i amishmiljö. .